# Jean-Pierre Armengaud
 (juin 2009).
Si vous disposez d'ouvrages ou d'articles de référence ou si vous connaissez des sites web de qualité traitant du thème abordé ici, merci de compléter l'article en donnant les références utiles à sa vérifiabilité et en les liant à la section « Notes et références ».
Pour les articles homonymes, voir Armengaud.
Jean-Pierre Armengaud, né le 17 juin 1943, à Clermont-Ferrand, est un pianiste-concertiste international et musicologue français, qui s’est produit en récital, en concerto, en musique de chambre et en artiste de spectacle dans plus de 50 pays. Il a beaucoup enregistré, notamment des intégrales discographiques bien reçus par la critique,,,,,,, de Erik Satie, Claude Debussy, Albert Roussel, Francis Poulenc, ainsi que du compositeur russe Edison Denisov, de Ludwig van Beethoven (lieder), de Clara Schumann (en cours) ainsi que des œuvres de compositeurs contemporains.
Il a aussi exercé des postes de responsabilité culturelle comme conseiller culturel d’ambassade à l’étranger, directeur de la Création musicale à Radio France, professeur HDR, à l’Université d’Evry (Paris-Saclay).

## Biographie et carrière
Jean-Pierre Armengaud est né le 17 juin 1943 à Clermont-Ferrand (Puy de Dôme). Il commence le piano à 4 ans et demi et gagne à 10 ans le Grand Prix du concours national Au royaume de la musique avec une oeuvre de Debussy. Formé à l’Ecole d’Yves Nat par Marcel Jacquinot  puis par Pierre Sancan, il obtient en 1965 la Licence de concert à l’Ecole normale de musique avec notamment Geneviève Joy-Dutilleux. Il se perfectionne avec Reine Gianoli et à l’étranger avec Guido Agosti à l’Académie Chigiana de Sienne (1969) puis Stanislas Neuhaus au Conservatoire Tchaïkovski de Moscou (1974). Lauréat en 1966 du concours international de Vercelli (Italie), il réussit le concours de soliste-concertiste de l’ORTF.
Il acquiert parallèlement en 1966 le diplôme de l’Institut d’Etudes Politiques de Paris et entreprend une thèse de musicologie avec le philosophe Vladimir Jankélévitch, avec qui il donne quelques conférences-récitals. De 1967 à 1974 il est l’adjoint de Germaine Arbeau-Bonnefoy pour les concerts pédagogiques des Musigrains au Théâtre des Champs Elysées, puis aux Jeunesses musicales de France.
Il donne des récitals en direct sur France Musique et France Culture, et se produit sur plusieurs chaines de TV. Il enregistre avec les différentes formations de la Radio, joue le 2ème concerto de Bartok avec l’Orchestre Philharmonique de l’ORTF , puis le concerto pour la main gauche de Ravel avec l’Orchestre Colonne, dir. Pierre Dervaux. Il fonde un Trio piano, violon, clarinette avec Jean-Pierre Sabouret et Michel Arrignon et enregistre un premier disque EMI, et un deuxième pour Le Chant du Monde avec Devy Erlih et Alain Meunier.
Dans les années 70-80, ses programmes comprennent Beethoven, Schumann, Scriabine, Prokofiev, Ravel, Debussy puis après de grandes tournées en Union Soviétique, (Grande Salle de La Philharmonie à Saint-Petersbourg et Salle Tchaïkovski à Moscou), Ukraine, Europe, Moyen Orient, il élargit son répertoire à la musique française de Rameau à Dutilleux, et à la musique contemporaine.
Il joue en avant-première du Festival de Royan puis créée le Festival des Fêtes musicales de La Sainte Baume qu’il dirige de 1969 à 1975 et où il effectue des créations de plusieurs compositeurs (Ohana, Stockhausen, Lutoslawski, Denisov, Schnittke, Goubaidoulina…)suivies par des enregistrements (dont une intégrale de Denisov enregistrée pour la Radio suisse romande). Il contribuera ensuite à la découverte des Musiques russes des Avant-gardes, en France et à l’étranger.
Dans les années 80-90, Armengaud se fait connaitre internationalement pour la musique de piano d’Erik Satie, qu’il joue dans plus de 50 pays, dont il enregistre l’intégrale pour piano solo et 4 mains (avec le pianiste Dominique Merlet), cinq fois re-éditées, et voix (avec Anne-Sophie Schmitt), qui marquera sa façon d’interpréter. Il devient un spécialiste mondialement reconnu de Satie, écrit une biographie de 800 pages (Prix des Muses 2009) sur le compositeur, participe à de nombreux spectacles (Récital mis en scène par Jérôme Deschamps au Centre Georges Pompidou, Ballet Danse d’Ameublement avec Karine Saporta au Théâtre de l’Athénée, Performance salle Gaveau avec Michael Lonsdale, Intégrale-piano à Varsovie pour l’Union européenne de radio, Vexations jouées dans l’Eglise de Koenigsfeld (RFA), Hommage à Rolf Lieberman à la Musikfabrik de Hambourg).
Dans les Années 1990-2000, Armengaud réalise une série de plus de 50 enregistrements, dont l’intégrale de l’oeuvre pour piano de Debussy, suivie par la suite d’un double album de pièces rares pour Warner et Naxos. S’enchainera dans les années 2000-2010 l’enregistrement chez Naxos/Grand Piano d’une série de CD sur la musique française Roussel (intégrale), d’Indy, Louis Aubert, Franck (Les Eolides), Poulenc (intégrale), Dutilleux).
Il joue la musique française dans des tournées de concerts au Japon (avec l’orchestre Philharmonique de Tokyo, dir V. Fedosseiev, à Taîwan, et à travers toute la Chine, en Russie de nouveau, en Argentine, en Italie (à La Fenice de Venise et au Palais Farnèse de Rome), à Vienne et en Allemagne (où il devient professeur-invité dans les Musikhochschulen de Mannheim et Weimar. Il donne des masterclasses pour pianistes, et aussi pour chanteurs.
En France Armengaud a été parallèlement directeur de la Création musicale à Radio France et Délégué artistique du Festival Présences, puis Professeur-invité à La Sorbonne et Professer-HDR fondateur d’un Département et d’un Laboratoire de musique  à l’Université d’Evry-Paris Saclay. Il crée avec Henri Dutilleux et Yves Dauge le festival « Musiques d’automne de Chinon » où il joue en musique de chambre avec entre autres Michel Portal, Pierre Amoyal, Daniel Hope, Alexander Rudin, Gérard Caussé, le quatuor Paul Klee, Olivier Chauzu (à 4 mains).
Récemment, l’actualité musicale a ramené Armengaud vers sa prédilection pour Beethoven, grâce à la commande par Warner de 8 CD de l’ensemble des mélodies et Lieder de Beethoven pour l’intégrale du Bicentenaire. En 2025 il entreprend pour Naxos une intégrale en 5 CD de Clara Schumann, et contribue aux manifestations du 100ème anniversaire de la mort d’Erik Satie, au sein d’un important documentaire pour la chaine ARTE et d’un podcast pour Radio France;

## Publications
- Comment interpréter Aliénor d’Aquitaine » dans la Revue 303, juin 2004
- Étude « Pour un nouveau Projet Culturel et Patrimonial de L’Abbaye  Royale de Fontevraud » ; éléments pour un contrat d’objectif, septembre 2004, 35 pages
- Publication d’une communication sur « Critique et Interprétation d’Erik Satie » dans les cahiers du Séminaire inter-arts Paris1-Paris 4, dirigés par Marc Jimenez, 2005
- Élaboration des Actes du Colloque sur l’interprétation pianistique, publiés dans un numéro des Cahiers d’esthétique (Université de Paris 1) mars 2008,
- Coorganisation d’un Colloque sur Robert Schumann « Nouveaux regards, Nouvelles écoutes » à l’Université d’Évry, 7 et 8 décembre 2006 ; réalisation d’une communication sur « Schumann à travers l’autobiographie inédite de Jean-Bonaventure Laurens », avec l’exposition d’un portrait inédit de Schumann.
- Publication d’un texte et d’un double CD consacrés à l’œuvre pour piano d’Albert Roussel, incluant l’analyse et l’exécution de six inédits, Mandala-Harmonia Mundi, novembre 2006
- Publication d’un article sur « L’œuvre d’Henri Dutilleux » dans La Revue d’Histoire de la Touraine, mars 2007, traduit en italien pour la revue Finnegans, (Lombardie), publié en novembre 2007.
- Masterclass pour des concertistes et des musicologues au Goldsmith College de Londres, à l’Académie de musique de Varsovie, au Conservatoires de Trieste et de Rovigo, au Conservatoire central de Pékin, à l’Académie de musique de Tirana…
- Nombreuses Conférences-Concerts pour les universités du Temps Libre
- Exercices et Études culturelles organisés in situ pour les étudiants en Thèse et en Master
- Erik Satie, Paris, Éditions Fayard, 2009, 600 p. (ISBN 978-2-213-60252-3)

## Enregistrements discographiques en2024
- Version-Quintette de « La Création du Monde » de Darius Milhaud.
- Fantaisie pour violon et piano et Quatuor pour la fin du temps d’Olivier Messiaen.
- 1 livre CD d’œuvres tardives pour piano de Robert Schumann, écrites au moment de la rencontre avec Jean-Joseph Bonaventure Laurens.
- Intégrale des œuvres pour piano d'Erik Satie (avec Dominique Merlet).
- Musique pour piano d'Albert Roussel
- Sillages, Sonate pour violon, Habanera, Feuille d'images de Louis Aubert.
- 2ème Sonate pour piano, Tableaux de voyage (extraits) de Vincent d'Indy.
- Sonate pour piano, Le Loup, 3 Préludes d'Henri Dutilleux.

## Pour approfondir